# Pere Joan Monserrat Miquel
Pere Joan Monserrat Miquel, conegut com a Pere Joan de Betlem, nascut el 1910 a Llucmajor, Mallorca, i traspassat el 1985 a s'Illot, Manacor, Mallorca, fou un glosador i escriptor mallorquí.
Com a glosador publicà el 1930 una plagueta de gloses titulada Se prosesó de Lluchmajó de Santa Catalina Tomás. Com a poeta publicà dos llibres de poemes, un el 1980, Flor de card i l'altre el 1982, Estrella d'Or, en els quals s'observa la influència de la poetessa Maria Antònia Salvà. Tanmateix la seva obra més extensa són les obres teatrals, que es representaren a Palma i Llucmajor:
- No hi ha rosa sense espina
- Els conseis de sabater
- De la clausura al combat
- El retorn d'una alegria
- Val més honra que riquesa
- Amor promesa[1]